# Concerto grosso per i New Trolls
Concerto grosso per i New Trolls è il secondo album in studio del gruppo musicale italiano New Trolls, pubblicato nel 1971.

## Descrizione
L'album, come indicato nelle note interne di copertina curate all'epoca dal produttore Sergio Bardotti, nacque da un'idea del compositore Luis Enríquez Bacalov, autore delle musiche. Intento dichiarato è presentare un concerto grosso, alla maniera della musica barocca italiana, affidando a strumentazione rock le parti soliste della partitura, cioè con i New Trolls che suonano e cantano assieme all'orchestra diretta dall'autore. In un primo momento Bacalov pensò di coinvolgere i Rokes, ma ripiegò sul gruppo genovese su suggerimento di Bardotti.
Le registrazioni dei primi tre tempi del Concerto grosso avvennero presso gli studi Ortophonic di Roma sotto la supervisione di Pino Mastroianni, mentre quelle di Shadows (per Jimi Hendrix) e Nella sala vuota presso la sala A degli studi Fonit-Cetra di Milano sotto la supervisione del tecnico del suono Plinio Chiesa. Una prima versione della suite, anch'essa con il contributo dei New Trolls, costituì la colonna sonora del thriller La vittima designata di Maurizio Lucidi, distribuito nelle sale pochi mesi prima del disco: i crediti del film e alcuni fotogrammi della pellicola compaiono sul retro copertina dell'album.

## I brani
Il lato A dell'album presenta l'omonimo Concerto grosso per i New Trolls, suddiviso in quattro tempi, i cui primi tre costituiscono il concerto vero e proprio, secondo la tipica tripartizione del concerto barocco:
- Il primo tempo, Allegro, è interamente strumentale e deriva da un brano che Bacalov aveva già usato, senza arrangiamenti rock, per le musiche del film Cuori solitari di Franco Giraldi del 1970.
- Il secondo tempo, Adagio (Shadows), presenta un testo in lingua inglese scritto dal produttore Sergio Bardotti originariamente proveniente dal brano My Shadow in the Dark che, nei titoli di testa e di coda del film di Lucidi, era cantata dal protagonista Tomas Milian; l'ultimo verso del testo cita un frammento del celebre monologo dall'Amleto di William Shakespeare, riportato anche in copertina. Una versione di questo brano intitolata Morire... dormire... forse sognare, con testo in italiano di Bardotti e arrangiamento analogo, fu incisa nello stesso anno da Patty Pravo per il suo album Per aver visto un uomo piangere e soffrire Dio si trasformò in musica e poesia.[5]
- Il terzo tempo, Cadenza - Andante con moto, è per la maggior parte strumentale e l'unico passaggio cantato riprende nel testo la citazione shakespeariana del movimento precedente, con il quale condivide anche il finale eseguito al clavicembalo, suonato da Bacalov.[6]
- Shadows (per Jimi Hendrix), tempo conclusivo della suite, è una rivisitazione del secondo movimento eseguita dai soli New Trolls con un arrangiamento che rende omaggio a Jimi Hendrix, scomparso l'anno prima. Il cantato recupera la strofa della già citata My Shadow in the Dark (Always searching, never finding / your shadow in the dark) per poi riproporre a più voci tutto il testo di Adagio (Shadows). Il brano culmina in un lungo assolo di chitarra elettrica di Nico Di Palo, eseguito appunto nello stile di Hendrix.

Il lato B dell'album è interamente occupato dal brano Nella sala vuota, un'improvvisazione di venti minuti, in gran parte strumentale, registrata in presa diretta e senza orchestra, la cui sezione finale consiste in un assolo di batteria di Gianni Belleno della durata di quasi sette minuti, che sfocia in un breve finale. Al brano prende parte, all'organo Hammond, Maurizio Salvi che diverrà componente ufficiale della formazione a partire dal successivo album Searching for a Land. Nell'edizione originale il brano non risulta accreditato ad alcun artista (trattandosi di un'improvvisazione): tuttavia nel catalogo SIAE sono stati indicati Bacalov come autore della musica e De Scalzi e Giorgio D'Adamo come autori del testo; come ha raccontato Gianni Belleno, il deposito SIAE venne effettuato dai tre all'insaputa degli altri componenti il gruppo. In un'intervista del 2021 De Scalzi ha spiegato che Nella sala vuota non era altro che un medley che erano soliti eseguire dal vivo in quel periodo: tra i vari spunti anche il brano Il sole nascerà, edito dal gruppo nel 1969 e i cui autori risultano De Scalzi, Di Palo e Gian Piero Reverberi (musiche) e D'Adamo (testo).

## Edizioni
Le prime stampe su vinile hanno copertina apribile, col vano per il disco in alto ed etichetta Cetra di colore nero. Le ristampe dopo il 1977 hanno etichetta Cetra colore arancio. Nel 1982 viene ristampato con uguale copertina ma a busta singola, per la linea economica "Pellicano" (Fonit Cetra PL 644).
In Corea l'album è stato stampato con una diversa copertina (Seul Records - SZPR 107), mentre in Giappone è uscito con fascetta OBI e numero catalogo GXF 2043.
In Francia l'album è stato pubblicato con il titolo Concerto grosso pour les New Trolls dalla Disc'AZ, mentre il singolo estratto Adagio (Shadows)/Allegro è su etichetta Pierre Cardin Présente e con copertina diversa da quella italiana.
L'album è stato ristampato più volte anche in CD. L'edizione del 1996 presenta anche l'album Concerto grosso n. 2 del 1976.

## Tracce
Lato A – Concerto grosso per i New Trolls
Musiche di Luis Enriquez Bacalov.
1. 1º tempo: Allegro – 2:15
2. 2º tempo: Adagio (Shadows) – 4:50 (testo: Sergio Bardotti)
3. 3º tempo: cadenza - Andante con moto – 4:10
4. 4º tempo: Shadows (per Jimi Hendrix) – 5:30 (testo: Sergio Bardotti)

Lato B
1. Nella sala vuota - Improvvisazioni dei New Trolls registrate in diretta – 20:30 (testo: Giorgio D'Adamo, Vittorio De Scalzi – musica: Luis Enriquez Bacalov)

## Formazione
Gruppo
- Gianni Belleno – batteria, voce
- Giorgio D'Adamo – basso, voce
- Vittorio De Scalzi – chitarra, flauto, voce, assolo di chitarra (traccia 2)[4]
- Nico Di Palo – chitarra, voce
- Maurizio Salvi[8] – organo, pianoforte

Altri musicisti
- Luis Enriquez Bacalov – conduzione orchestra (tracce 1-3),[6] clavicembalo[6]

Produzione
- Sergio Bardotti – produzione
- Plinio Chiesa – ingegneria del suono (tracce 1-3)[3]
- Pino Mastroianni – ingegneria del suono (tracce 4 e 5)[3]